# Michael Anderson (matemático)
Michael Anderson (Boulder, Colorado, 18 de novembro de 1950) é um matemático estadunidense.
É professor de matemática da Stony Brook University, trabalhando com geometria diferencial.
Anderson obteve o grau de BA na Universidade da Califórnia em Santa Bárbara e o MA mais o Ph.D. na Universidade da Califórnia em Berkeley.